# Enrique Orizaola
Enrique Orizaola Velázquez (Santander, 1922. március 26. – 2013. június 10.) spanyol labdarúgó, edző.

## Pályafutása
Játékosként egész pályafutása alatt a Racing de Santander középpályása volt.[forrás?] Az aktív játék befejezése után edzőként dolgozott, rengeteg klubnál megfordult. Számos spanyol csapatnál dolgozott. 1982-ben vonult vissza, 62 éves korában.[forrás?]

## Családja
Fia, Enrique Orizaola Paz korábban a Córdoba CF elnöke volt.[forrás?]